# 川崎秀二
川崎 秀二（かわさき ひでじ、1911年（明治44年）9月14日 - 1978年（昭和53年）2月22日）は、日本の政治家。位階は正三位勲一等、勲章は瑞宝章。父親は立憲民政党代議士の川崎克。元厚生労働大臣の川崎二郎は次男。

## 来歴・人物
大阪府大阪市生まれ。1929年（昭和4年）旧制芝中学校卒業。1935年（昭和10年）早稲田大学政治経済学部を卒業。早大時代は陸上部に所属する傍ら、学内の弁論大会に参加し、痛烈な軍部批判を行って入賞したこともある。卒業後はNHKに入局するも、戦時中は応召により中国大陸を転戦、この時の経験から、戦後日中友好運動に挺身することとなる。
企画部副部長を最後にNHKを退職し、戦後初の総選挙となった1946年（昭和21年）の第22回衆議院議員総選挙に父親の地盤を引き継いで旧三重1区から日本進歩党公認で立候補し当選、以後当選11回を数える（当選同期に小坂善太郎・二階堂進・江﨑真澄・小沢佐重喜・石井光次郎・坂田道太・水田三喜男・村上勇・井出一太郎・早川崇・中野四郎など）。炭鉱国管疑獄では、1948年（昭和23年）衆議院不当財産取引調査委員会に証人喚問されている。
川崎は1期下の中曽根康弘らと青年将校の異名で活躍して、日中友好に精進した。
民主党から国民民主党・改進党を経て、日本民主党に所属していた1955年（昭和30年）、第2次鳩山一郎内閣に厚生大臣として入閣、国民年金・国民皆保険の導入に向け尽力する。これらはいずれも1960年代初頭に実現をみた。
保守合同による自由民主党結党後は、松村謙三・古井喜実らとともに日中国交回復への土台固めに務める傍ら、尾崎行雄記念財団理事長として1960年（昭和35年）に尾崎記念会館（後の憲政記念館の母体）を建設する。
この他日本陸上競技連盟、ユネスコ議員連盟の理事を歴任。また1965年（昭和40年）に国際的な視野を持つ青年の育成を目的として世界青少年交流協会を設立。1969年（昭和44年）会長に就任し、自ら青年たちを伴って各国を歴訪するなど、国際交流の促進に努めた。
1958年（昭和33年）末に、警職法改正で混乱していた自民党の秘密代議士会の席上、川崎がかつて警職法の取扱いで岸信介首相と会見した際に、岸が「政権を持ってみると警察力を握っていないことは寂しく感ずるものだ」と語ったことを暴露し、それが岸が警職法改正案を提出した権力思想につながるものだと演説を行い、党紀委員会から離党勧告を受けている。
1960年（昭和35年）の第29回衆議院議員総選挙と1972年（昭和47年）の第33回衆議院議員総選挙では落選。1976年（昭和51年）の第34回衆議院議員総選挙での当選（11期目）は、「老兵が不死鳥のように甦った」と言われた。
議院在職中の1978年（昭和53年）5月21日早朝、自宅で吐血して病院に搬送されたが、翌22日、肝不全のため死去した。66歳没。同年3月3日、特旨を以て位を九級追陞され、死没日付をもって従七位勲五等から正三位勲一等に叙され、瑞宝章を追贈された。追悼演説は同年3月28日、衆議院本会議で角屋堅次郎により行われた。墓所は伊賀市山渓禅寺。
地盤は次男の川崎二郎が継承し、父没後初となる1979年10月の第35回衆議院議員総選挙に立候補したが次点で落選。その後、翌1980年6月の第36回衆議院議員総選挙で3位で当選し、雪辱を果たした。
小説家・推理作家の江戸川乱歩は父・克の同郷の後輩にあたり、学生時代から川崎家に出入りしていた。少年時代の秀二の子守りをしたこともあるという。

## 著作
- 『戰况報道の眞相』新人社、1946年。
- 『新中国を歩く 松村訪中団の非公開記録』仙石出版社、1970年。
- 『米中ソを歩く―中国はいつ国連に復帰するか』仙石出版社、1971年。
- 『国連登場後の中国』仙石出版社、1971年。
- 『一つの中国―正統政権は中国政府』川崎秀二、1971年。
- 『松村謙三―日中国交回復の先導者』北森俊一、1971年。
- 『勇気ある政治家たち―自由主義のレジスタンス』仙石出版社、1971年。
- 『自民党議員がみた中国―川崎訪中団』仙石出版社、1971年。
- 『自主独立路線のルーマニア―米中和解の立役者チャウシェスク』仙石出版社、1972年。
- 『日中復交後の世界―激動のドラマ1年から』ニュー・サイエンス社、1972年。
- 『米中声明と日本』内外政局研究会、1972年。
- 『日中青年交流の幕あけ』ニュー・サイエンス社、1972年。
- 『日中青年交流の幕開』内外政局研究会、1973年。
- 『三重政界の闘将たち』内外政局研究会、1974年。
- 『欧州がみつめる日中』内外政局研究会、1974年。
- 『早稲田の政治家たち』恒文社、1975年。
- 『三木内閣の使命を正す』内外政局研究会、1975年。
- 『川崎康子―政治に捧げた女性の一生』内外政局研究会、1975年。
- 『三重政界の清流』内外政局研究会、1976年。
- 『三重政界の大道』内外政局研究会、1976年。
- 『季節の流れ―随想』夕刊新伊勢新聞社、1977年6月。
- 『芭蕉と東西文化交流』夕刊新伊勢新聞社、1978年2月。
- 『憲政に光を掲げた人々』憲政に光を掲げた人々普及会、1978年6月。